# Lindy Delapenha
Lindy Delapenha, né le 25 mai 1927 et mort le 26 janvier 2017 à Kingston, est un footballeur international jamaïcain, il est le premier jamaïcain à avoir évolué dans le Championnat d'Angleterre de football.

## Biographie
Considéré comme un garçon athlétique, Delapenha joue à de nombreux sports. Lors de la Seconde Guerre mondiale, il est appelé à servir dans les forces armées britanniques et combat dans le Moyen-Orient. Il joue au football avec les soldats britanniques et se fait remarquer par l'un d'entre eux, qui est un recruteur anglais.
Dès la fin du conflit, Delapenha est appelé à venir faire un essai au club londonien d'Arsenal FC. Il ne signe, néanmoins, pas de contrat. En avril 1948, il rejoint l'équipe de Portsmouth FC et devient le premier joueur jamaïcain à évoluer en Angleterre. Il fait deux saisons avec cette équipe et remporte deux championnats d'Angleterre, avant d'être transféré à Middlesbrough FC où il va être, à trois reprises, meilleur buteur de son équipe sur une saison. En juin 1958, il signe à Mansfield Town pour deux saisons, avant de prendre sa retraite en 1960.
Il retourne dans son pays, dès la fin de sa carrière et joue au cricket pendant une courte période. Il devient ensuite directeur des sports du réseau audiovisuel public jamaïcain Jamaica Broadcasting Corporation.
Il meurt le 26 janvier 2017 d'un accident vasculaire cérébral au domicile de sa fille à Kingston. Sa petite-fille Brittany Lyons est devenue Miss Jamaïque en 2008.

## Palmarès
- Champion d'Angleterre en 1948-1949 et 1949-1950 avec Portsmouth FC
- Meilleur buteur de Middlesbrough FC : 1951-1952, 1953-1954 et 1955-1956